# Суперкубок Сан-Марино з футболу 1998
Суперкубок Сан-Марино з футболу 1998 — 13-й розіграш турніру, який в той час мав назву Трофео Федерале. Переможцем вдруге став Космос.

## Учасники
- Чемпіонат Сан-Марино:
  - Чемпіон: Фольгоре Фальчано
  - Віце-чемпіон: Тре Фйорі
- Кубок Сан-Марино:
  - Володар: Фаетано
  - Фіналіст: Космос

## Півфінали
| Команда 1 | Рахунок      | Команда 2         |
| --------- | ------------ | ----------------- |
| Космос    | 3:2          | Фольгоре Фальчано |
| Тре Фйорі | 0:0 пен. 3:2 | Фаетано           |

## Фінал
| Команда 1 | Рахунок | Команда 2 |
| --------- | ------- | --------- |
| Космос    | 1:0     | Тре Фйорі |